# Dobre Miasto
Dobre Miasto (in tedesco Guttstadt fino al 1945) è un comune urbano-rurale polacco del distretto di Olsztyn, nel voivodato della Varmia-Masuria. Ricopre una superficie di 258,7 km² e nel 2004 contava 16 014 abitanti.